# マルハナバチ
マルハナバチ（丸花蜂）とは、ミツバチ科ミツバチ亜科（独立のマルハナバチ亜科とすることもある）のハチ。世界で約250種が知られている。最近の分類体系ではマルハナバチ属（Bombus）1属のみを含むとされる。アジア中央部の草原地帯に分布の中心を持ち、ヨーロッパ、東アジア、東南アジア、南北アメリカ大陸にも分布する。
人間との関係では、農作物（トマトやナスなど）の授粉（花粉媒介）に使われる。
体に比べ小さめの羽を持ち特徴ある羽音の飛行を行う。英語で bumble （羽音の「ブンブン」の擬音）と形容され、bumblebee の名となっている。

## 概要
マルハナバチの姿はミツバチに似て、丸みをおびており毛深いが、ミツバチより少し大きい。北方系の昆虫であり、高緯度地方に数多くの種が分布している。日本でも珍しくはないが、ヨーロッパではより身近である。また、牧草の主力の一つであるアカツメクサなどの花粉媒介を行う益虫として、日本よりはるかに重視され、親近感が強い。
体色は黒で、白や黄色の筋状の模様があるものが多い。体毛が長いため花粉を集めるときに効率が良くなっており、温帯地方の虫媒花の送粉者として非常に重要な存在である。
ミツバチと同じように女王バチのみが産卵を行う社会生活を行い、交尾を済ませた女王バチのみが越冬し、翌春単独でコロニーを創始する。ただし、巨大なコロニーは作らず、家族生活に近い。

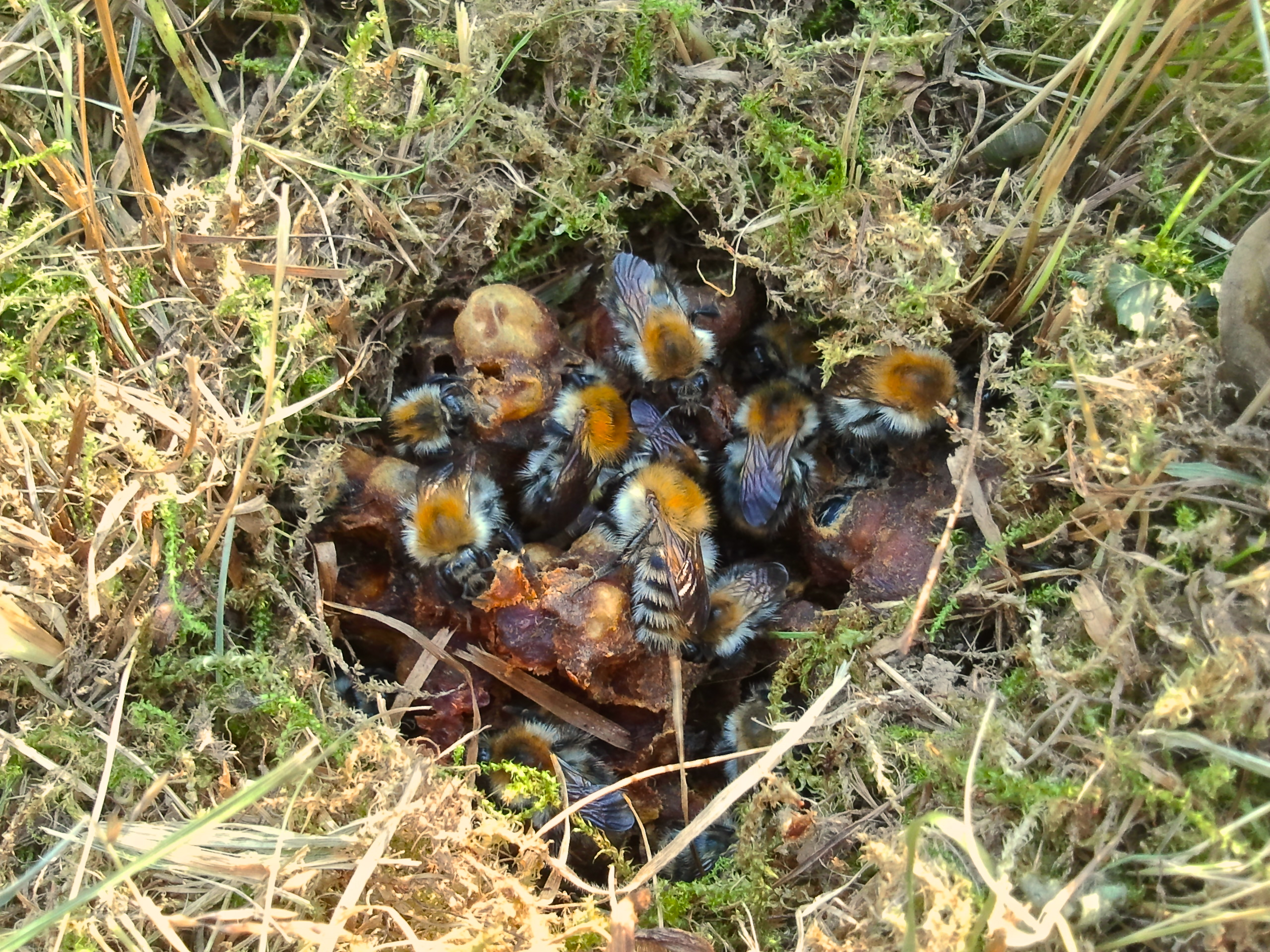
B. pascuorum の巣の上部を取り除き、覗き込んだ様子。働きバチや蛹が見える。

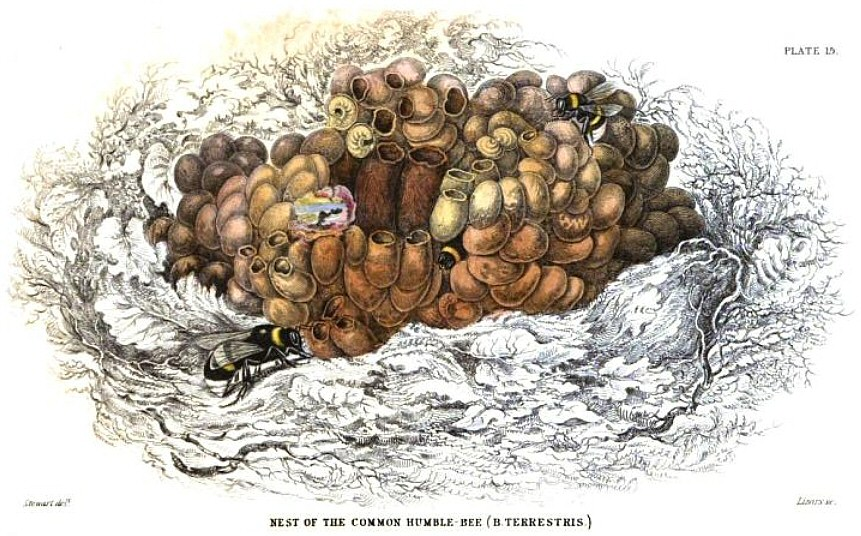
セイヨウオオマルハナバチの巣内の成虫と幼虫の図

温帯に生息する種の多くは、女王バチが春先に単独でネズミの古巣などの空間を利用して巣づくりを始める。次第に働きバチが増えると女王バチは産卵に専念し、夏から秋にかけて次世代の女王バチとオスバチを産む。オスバチと交尾した新女王は土の中などに潜り込んで越冬する。熱帯に生息する種の中には、ミツバチと同じように巣分かれ（分封）で増えるものもある。これらの社会性の種のほかに他のマルハナバチの巣を乗っ取り、自分の子を寄主の働きバチに養育させる社会寄生性の種があり、ヤドリマルハナバチ亜属としてまとめられている。
日本の北海道から九州までの地域には約15種のマルハナバチが生息している。北海道と本州で種の構成が異なり、また一部の種で亜種への分化がみられる。本州では、中部山岳地帯で多くの種が見られる。
もともと日本にミツバチApis sp.は分布していなかったため、平安時代にはマルハナバチが「蜜蜂」と呼ばれていた。大同類聚方に「須波知乃阿免 味大尓甘久香之土中乃者八月掘出而採之無毒」と記されているように 、平安時代の蜂蜜は、旧暦の8月に土の中から掘り出して採るもので、マルハナバチ由来のものだった。
マルハナバチは多くの植物にとって重要な送粉者である。種によって吸蜜に用いる口器（中舌）の長さが異なり中舌の長いナガマルハナバチ、トラマルハナバチなどは蜜源の深い花を、中舌の短いクロマルハナバチ、オオマルハナバチなどは蜜源の浅い花を訪れる傾向がある。

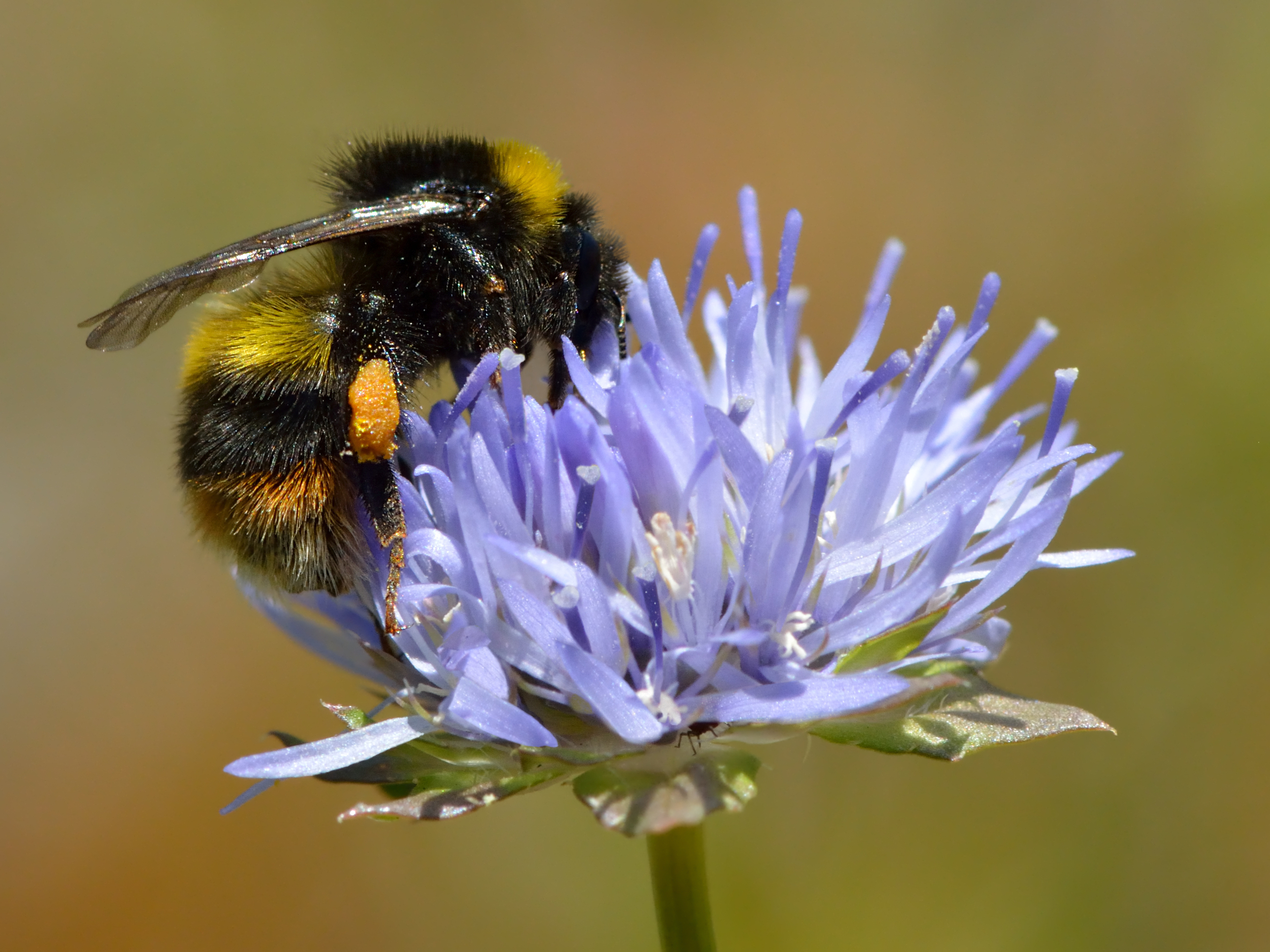
後脚の関節肢の花粉かごにビーポーレンを採取している様子

## 毒性
本亜科（または本属）の各種は穏やかな性質であり、積極的に人を刺すことは無い。刺激をすると刺すことがあるが、毒性は弱い。それでも刺されるとかなり痛むという。

## 農業での利用
最近ではトマトやナスの栽培の受粉でもマルハナバチが利用されている。利用されているのは、セイヨウオオマルハナバチが中心である。ホルモン処理よりも省力化が進み種子が多くできるので、トマトでは空洞果が出来にくくなり果肉の食味は甘くなり、ゼリー部は酸っぱくなるという。ただしマルハナバチを利用すると、これに害をなす農薬は使えないので天敵利用に進むことになる。
しかし一方でセイヨウオオマルハナバチは世界各地で野生化し、強い競争力による在来花蜂の減少や近縁の在来種との交雑、あるいは在来植物の結実率低下など、様々な生態系の攪乱を引き起こすとして問題にされている。栽培用ハウスの外に出さないようにし、また在来種の販売利用も始まっているが在来種利用にも地域移動により生態系が攪乱されるという問題があるとする向きもある。
日本では2018年時点で、マルハナバチを使う農地3310ヘクタールのうち、セイヨウオオマルハナバチが75％、在来種クロマルハナバチが25％である。農林水産省園芸作物課は授粉効果に差はないという見解を示しており、在来種への転換を奨励している。

### 国際問題
イングランド南部では、自然の草地が農地に変わったために1988年までにマルハナバチが激減した。農地はマルハナバチに受粉を依存していたために年間4億ポンドにあたる損失となった。イギリス政府は、2012年に科学者を秘密裏にスウェーデンに派遣して、マルハナバチの女王蜂を無許可で捕獲しようとした。この行為はスウェーデン側に発覚し、地元の環境保護団体や生物学者はイギリス政府を批判した。スウェーデン政府はイギリスの科学者に許可を与えて事態は沈静化し、イギリスはハチの再導入のために野生の花や緑地を作るなどの試みを続けた。

## 文化

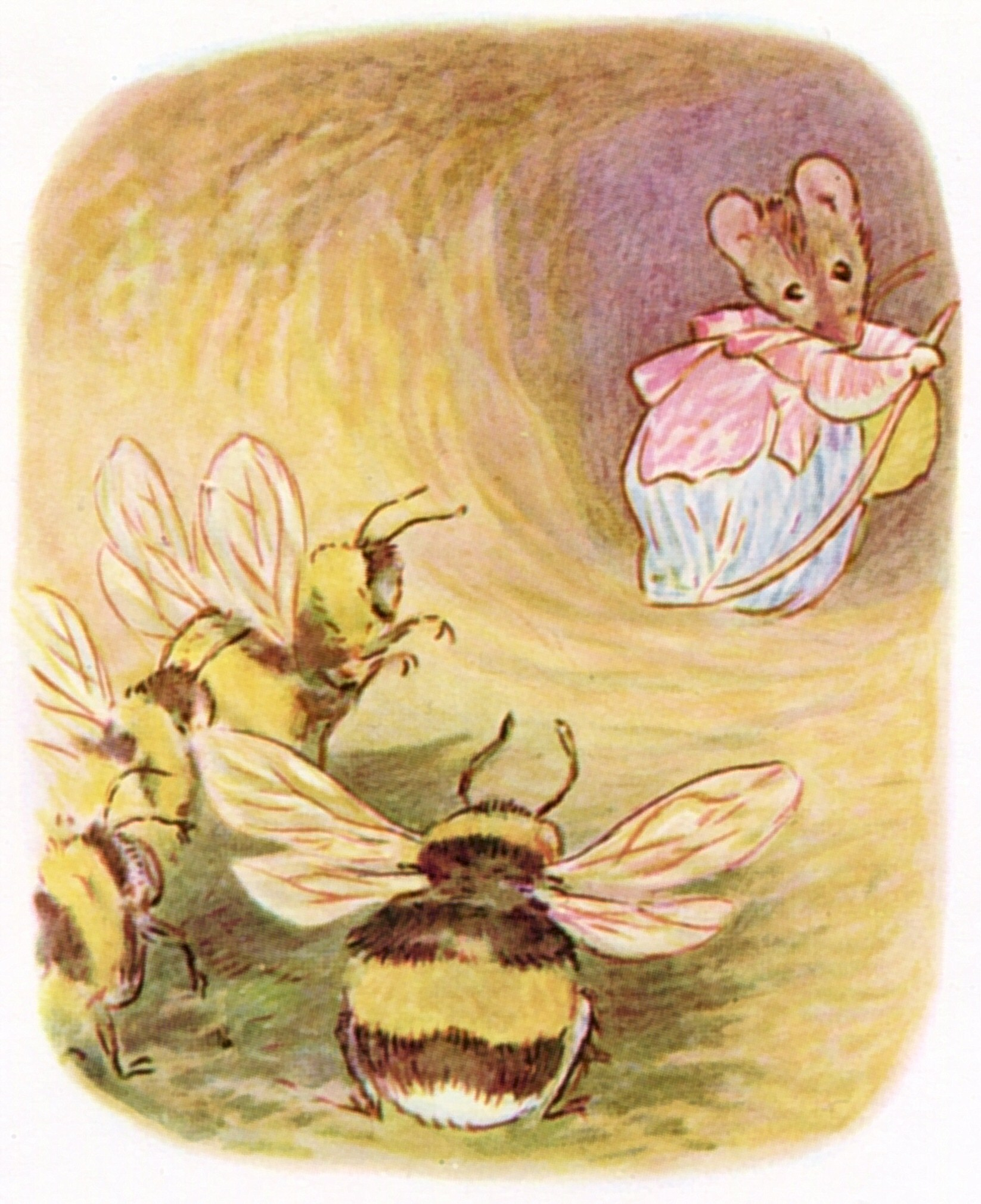
ビアトリクス・ポター著『のねずみチュウチュウおくさんのおはなし』（1910年）チュウチュウおくさんとマルハナバチ

かつて、翅の揚力では体重を支えられないと計算されたため、マルハナバチの飛行は航空力学上不可能とされた（有名な「マルハナバチは飛べない」）。しかし現在はレイノルズ数や動的失速（dynamic stall）を考慮に加えた計算によって解明されている（そもそも航空力学・航空工学は固定翼機を前提に考えられている為、羽ばたいて飛ぶマルハナバチにそのまま適用するのには無理がある）。
リムスキー・コルサコフ（N. A. Rimsky-Korsakov）の楽曲『The flight of bumblebee』は邦題『熊蜂の飛行』として知られるが、bumblebee とはクマバチではなくマルハナバチの英名であり、訳としては「マルハナバチの飛行」が正しい。
ディズニーの『くまのプーさん』の挿絵にハチミツ壷と共に描かれる可愛い蜂は色パターンからミツバチではなくマルハナバチなのではとの指摘があり、西洋文化の中でマルハナバチが親しまれていることが窺える。
ハリー・ポッターシリーズに登場するホグワーツ魔法学校校長のアルバス・ダンブルドアの「ダンブルドア（Dumbledore）」は古いデヴォンの言葉で「マルハナバチ」を意味する。作者のJ・K・ローリングは、音楽好きで鼻歌を歌いながら歩き回っているイメージで「ダンブルドア」と名付けたという。
第二次世界大戦期のドイツの自走砲、フンメル(Hummel)は、マルハナバチのドイツ語名である。デンマークのスポーツ用品メーカー「ヒュンメル」は、ドイツ語名のデンマーク語読みを社名としている。
アメリカ海軍の建設工兵隊「シービー」は工具を持ったマルハナバチをロゴに使用している。

## 種
- コマルハナバチ Bombus ardens ardens 日本在来種
- エゾコマルハナバチ Bombus ardens sakagamii 日本在来種
- ツシママルハナバチ Bombus ardens tsushimanus 日本在来種
- ヒメマルハナバチ Bombus beaticola beaticola 日本在来種
- アイヌヒメマルハナバチ Bombus beaticola moshkarareppus 日本在来種
- ナガマルハナバチ Bombus consobrinus wittenburgi 日本在来種
- インカオオマルハナバチ Bombus dahlbomii 中南米。世界最大種。
- ハイイロマルハナバチ Bombus deuteronymus deuteronymus 日本在来種
- ホンシュウハイイロマルハナバチ Bombus deuteronymus maruhanabachi 日本在来種
- トラマルハナバチ Bombus diversus diversus 日本在来種
- エゾトラマルハナバチ Bombus diversus tersatus 日本在来種
- ノサップマルハナバチ Bombus florilegus 日本在来種
- ミヤママルハナバチ Bombus honshuensis honshuensis 日本在来種
- エゾミヤママルハナバチ Bombus honshuensis tkalcui 日本在来種
- アカマルハナバチ Bombus hypnorum koropokkrus 日本在来種
- オオマルハナバチ Bombus hypocrita hypocrita 日本在来種
- エゾオオマルハナバチ Bombus hypocrita sapporoensis 日本在来種
- クロマルハナバチ Bombus ignitus 日本在来種
- ニッポンヤドリマルハナバチ Bombus norvegicus nipponicus 日本在来種
- ニセハイイロマルハナバチ Bombus pseudobaicalensis 日本在来種
- シレンクマルハナバチ Bombus schrencki albidopleuralis 日本在来種
- セイヨウオオマルハナバチ Bombus terrestris 特定外来生物
- ウスリーマルハナバチ Bombus ussurensis 日本在来種
- エゾナガマルハナバチ Bombus yezoensis 日本在来種

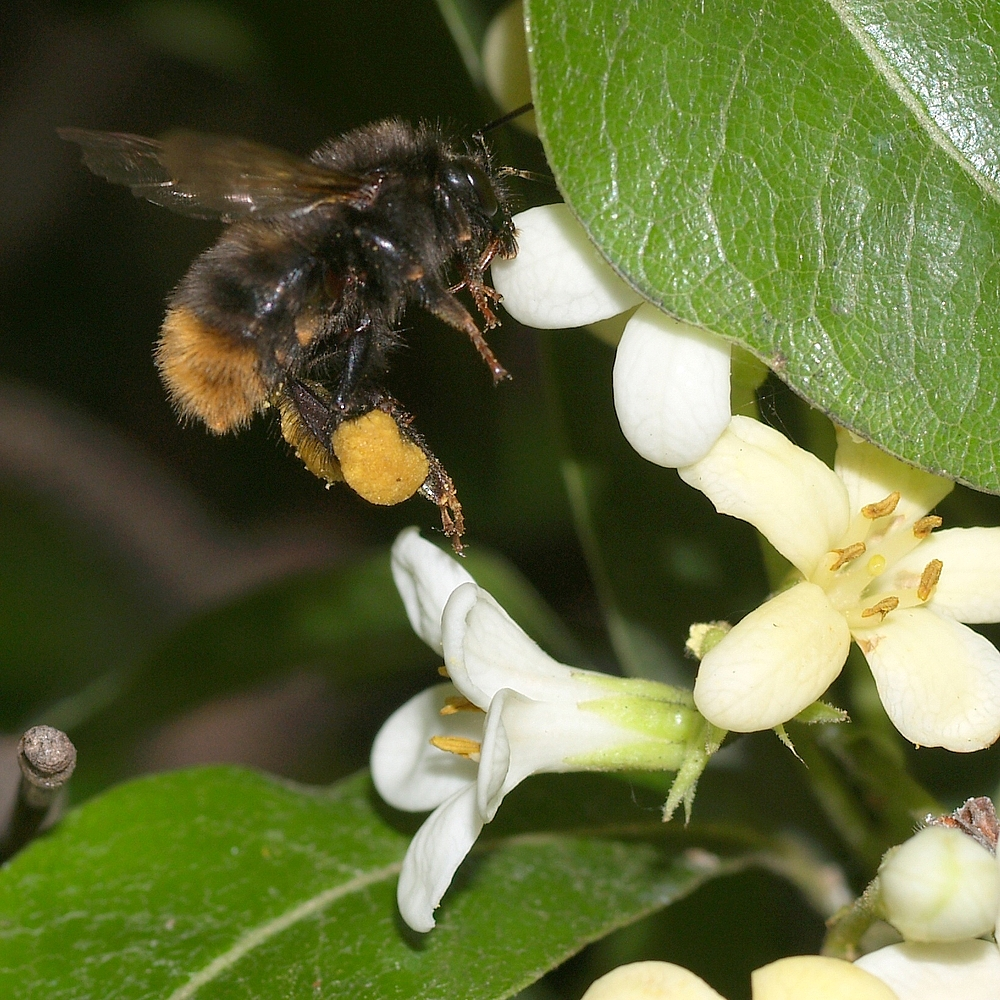
コマルハナバチ B. ardens
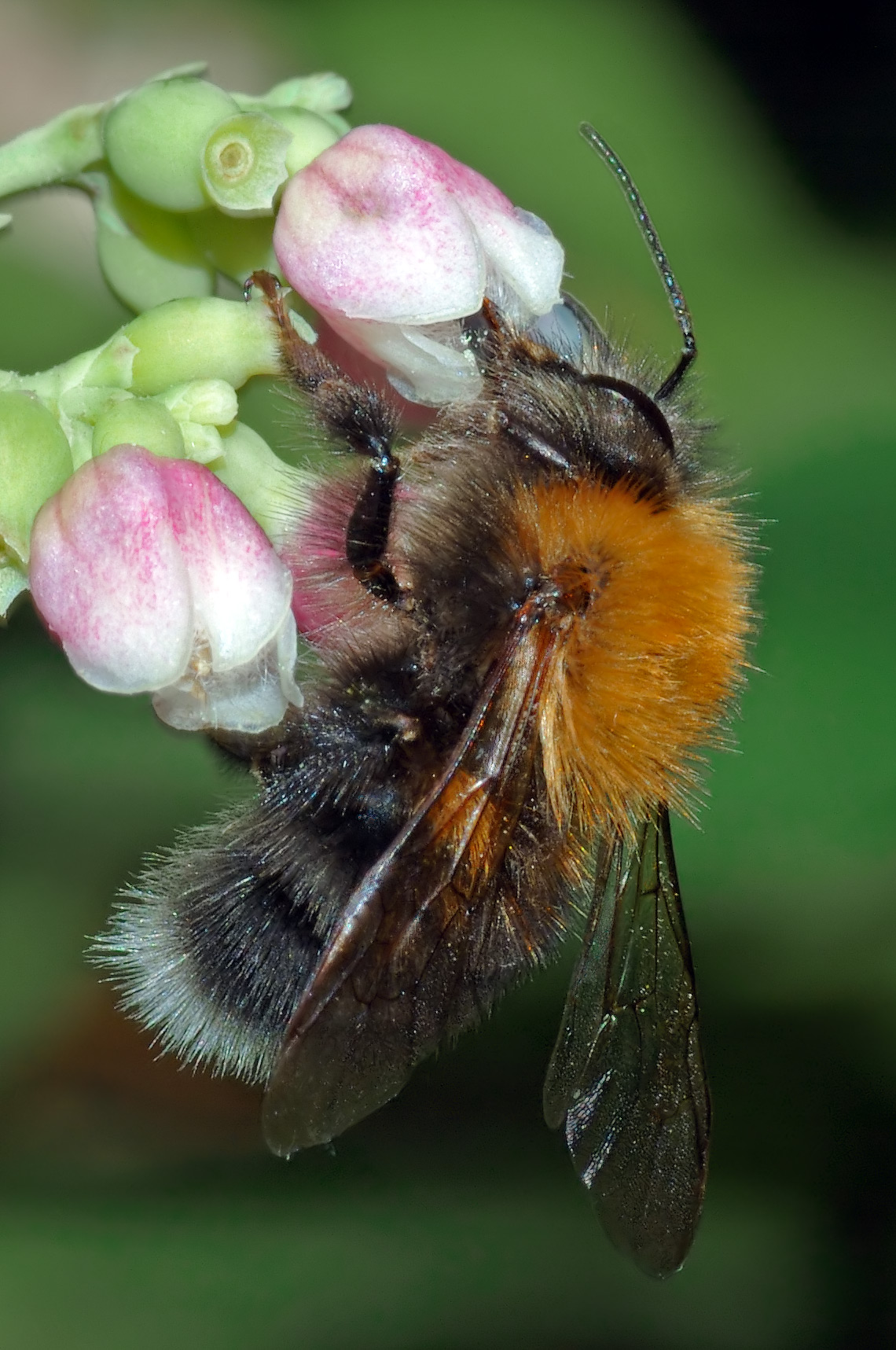
アカマルハナバチ B. hypnorum
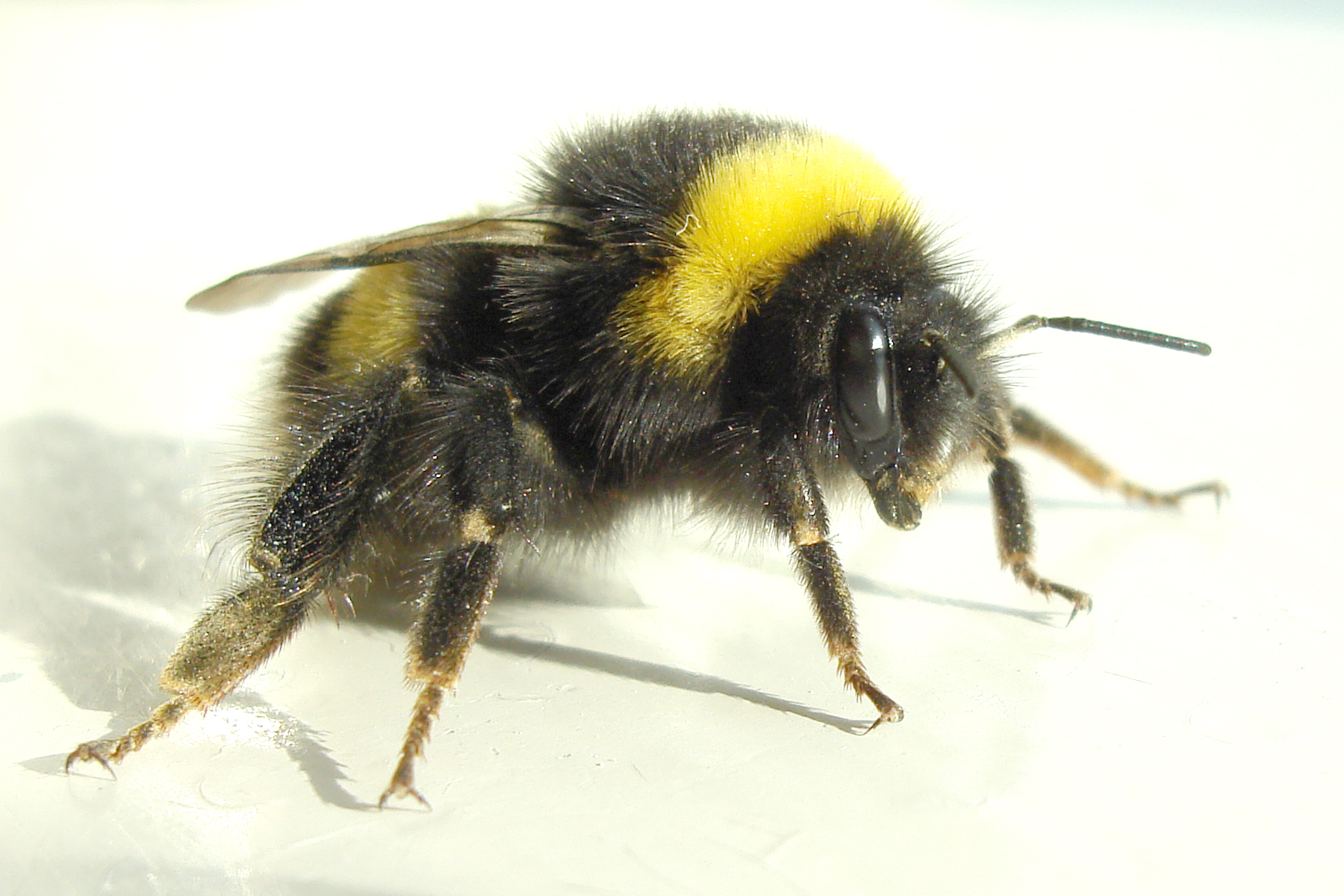
セイヨウオオマルハナバチ B. terrestris